# Partido Humanista de Chile
Die Partido Humanista de Chile, zu Deutsch Humanistische Partei Chiles, bildete sich 1984.

## Werdegang
1988 stellte sie eine der drei Linien der Wahlbeobachter, um das Referendum gegen Pinochet zu überwachen. 1989 war sie Mitbegründerin der Humanistischen Internationalen in Florenz und schickt im selben Jahr mit Laura Rodríguez die erste Vertreterin der Humanisten ins Parlament.
Die HP Chiles war Mitbegründerin der sogenannten Concertación, die sie 1993 aufgrund des von der HP kritisierten neoliberalen Kurses der Concertacion verließ und damit alle politischen Ämter aufgab.
2003 rief die HP Chiles alle linksgerichteten Gruppierungen dazu auf, eine breite gesellschaftliche und politische Bewegung zu bilden, die alle linksgerichteten und progressiven Kräfte mit einschließen sollte. Am 13. Dezember 2003 unterschreiben mehr als 30 Organisationen das Gründungsdokument des Poder Democratico y Social (PODEMOS), unter anderem die Kommunistische Partei Chiles (PC), die MIR Chile, die Izquierda Cristiana de Chile (IC) und die Kommunistische Partei – Proletarische Aktion (PC-PA).
2004 erhielt die HP bei den Kommunalwahlen 3,03 % der Stimmen und zog mit 40 Abgeordneten in die Gemeindeparlamente ein. Zusammen mit den anderen Parteien erreichte das Bündnis Juntos Podemos Más rund 10 % der Stimmen und wurde so zur drittstärksten politischen Kraft Chiles.
Bei den Parlaments- und Präsidentschaftswahlen 2006 erreichte das Bündnis 7,4 %, entsendet aber aufgrund des binomialen Wahlsystems keine Vertreter ins Parlament. Der Präsidentschaftskandidat des Bündnisses, Tomás Hirsch, erreichte 5,4 % der Stimmen.
Im November 2017 gewann die Partei innerhalb des Bündnisses Frente Amplio (Chile) 4 Sitze im Chilenischen Nationalkongress, unter anderem wurde auch Tomás Hirsch gewählt. Das gesamte Linksbündnis erreichte 21 Sitze.